# Claude Overton
Claudell S. "Claude" Overton (McAlester, Oklahoma, 16 de diciembre de 1927-Norman, Oklahoma, 29 de abril de 1996) fue un jugador de baloncesto estadounidense que disputó una temporada en la NBA, además de jugar en la NPBL y la ABL. Con 1,88 metros de estatura, jugaba en la posición de base.

## Trayectoria deportiva

### Universidad
Jugó durante su etapa universitaria con los Tigers de la Universidad de East Central, siendo el único jugador hasta la fecha de dicha universidad en llegar a jugar en la NBA.

### Profesional
Fue elegido en la quincuagésimo tercera posición del Draft de la NBA de 1950 por Washington Capitols, pero jugó primero un único partido con los Wilkes-Barre Barons de la ABL, para posteriormente fichar por los Waterloo Hawks, entonces en la NPBL, con los que promedió 1,6 puntos por partido.
En 1952 fichó finalmente por los Philadelphia Warriors de la NBA, con los que disputó 15 partidos, en los que promedió 3,9 puntos y 1,7 rebotes por partido.

## Estadísticas de su carrera en la NBA

### Temporada regular
| Temporada | Edad | Equipo                | Liga | Pos. | P  | TIT | MIN  | TC  | TCA | %TC  | 3P | 3PA | %3P | TL  | TLA | %TL  | R.OF. | R.DEF. | REB | ASIS | ROB | TAP | PER | FP  | PTS |
| 1952-53   | 25   | Philadelphia Warriors | NBA  | SG   | 15 |     | 12.1 | 1.3 | 5.0 | .253 |    |     |     | 1.3 | 2.0 | .667 |       |        | 1.7 | 1.0  |     |     |     | 1.7 | 3.9 |
| Total     |      |                       | NBA  |      | 15 |     | 12.1 | 1.3 | 5.0 | .253 |    |     |     | 1.3 | 2.0 | .667 |       |        | 1.7 | 1.0  |     |     |     | 1.7 | 3.9 |